# 요기 베어

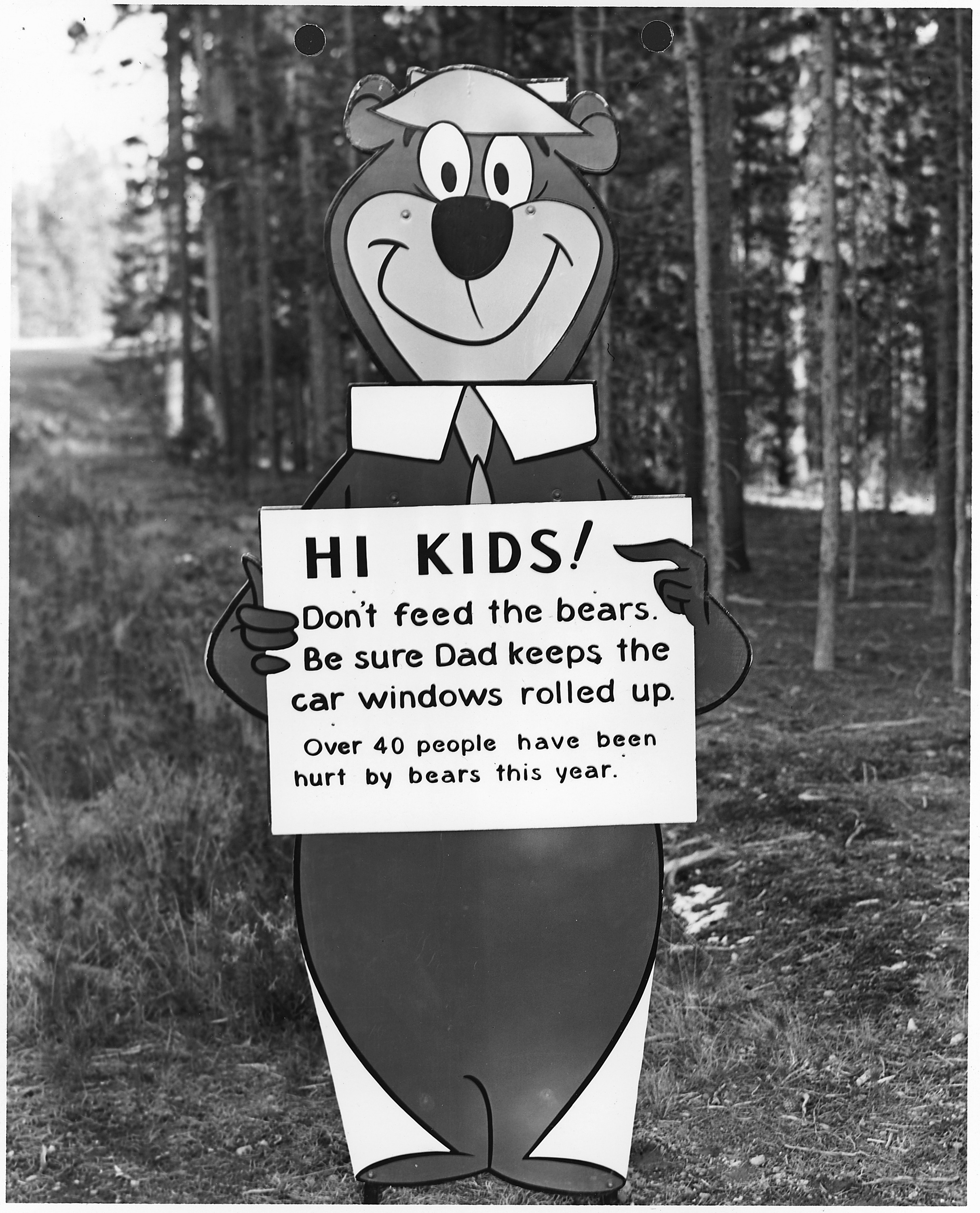

요기 베어(영어: Yogi Bear)는 해나 바버라 프로덕션에 제작한 의인화된 곰 캐릭터이다.